# توني وانت
توني وانت (بالإنجليزية: Tony Want)‏ هو لاعب كرة قدم بريطاني في مركز الدفاع، ولد في 13 ديسمبر 1948 في حي هكني في لندن في المملكة المتحدة. لعب مع برمنغهام سيتي وتوتنهام هوتسبير.